# Зиминьская, Мира
Мира Зиминьская урождённая Марианна Бужиньская (пол. Mira Zimińska; 22 февраля 1901, Плоцк, Царство Польское, Российская империя — 26 января 1997, Варшава) — польская актриса
 кабаре, театра и кино, певица
, режиссёр, педагог. Лауреат Государственной премии ПНР I степени (дважды: 1951 и 1986)

## Биография
Родилась в семье театральных работников. С 6 лет играла выступала на сцене Городского театра. В 16-летнем возрасте вышла замуж за композитора Яна Зиминьского.
В 1918 году супруги были приглашены в плоцкий театр, позже работали в Радоме, где её увидел один из основателей кабаре Qui Pro Quo и пригласил в Варшаву. В 1919 году переехала в столицу. В 1918—1939 годах выступала как актриса и певица, в том числе в кабаре и театрах Qui Pro Quo, «Морское око», «Банда», «Варшавский цирюльник», «Али-Баба», Камерный театр. Зиминьская стала любимицей варшавской интеллигенции. Она была одной из первых польских автомобилистов, ездила на роскошныхе автомобилях Mercedes и красном кабриолете Bugatti, знаменитых в то время в Варшаве.
В 1928—1938 и 1946—1948 годах — актриса драмы и комедии в театрах Варшавы: Polski , Атенеум и Kameralny.
В 1934 году редактировала сатирическую колонку «Duby smalone» в газете Kurier Poranny, вместе со Стефаном Ярачем руководила Театром актёра.
5 апреля 1939 года выступила первый раз в театре «Али Баба» с антигитлеровской сатирой.
Участница Второй мировой войны, была членом подпольной Армии Крайовой. В 1942 году была арестована и заключена в тюрьму Павяк.
В 1943—1944 годах писала антифашистские песни для варшавских газетчиков. Во время Варшавского восстания давала концерты для его участников, а между концертами работала медсестрой в повстанческом госпитале. После подавления восстания попала в концлагерь в Прушкове, откуда совершила побег.
Выступала на эстраде в Лодзи, Люблине и Варшаве (1944—1948).
В декабре 1948 года вместе со вторым мужем Тадеушем Сыгетыньским, основала Государственный ансамбль песни и танца «Мазовше», в котором работала с 1957 года режиссёром, художественным руководителем и директором. Опубликовала две книги воспоминаний.
Похоронена вместе с мужем на аллее Заслуженных Варшавского воинского кладбища в Повонзках.

## Избранная фильмография
- 1922 — Всё крутится
- 1924 — О чём не говорят
- 1925 — Ивонка — Бронка
- 1926 — О чём не думают — пианистка Ванда
- 1930 — В Сибирь — Янка Мирская
- 1933 — Каждый может любить — Лёдзя
- 1935 — Любовные маневры — горничная баронессы
- 1936 — Папа женится — Мира Стелла
- 1936 — Ада! Это же неудобно! — Ира Ролетти, примадонна

## Награды
- Орден Белого Орла (1996)
- Большой крест ордена Возрождения (1994)
- Командорский крест со звездой ордена Возрождения
- Офицерский крест ордена Возрождения (1955)
- Орден «Знамя Труда» I степени [8]
- Крест Армии крайовой
- Варшавский повстанческий крест (1988)
- Медаль «40-летие Народной Польши» (1984)
- Медаль «30-летие Народной Польши»
- Медаль «10-летие Народной Польши»
- «Заслуженный учитель Польской Народной Республики»
- Почётное звание «Заслуженный деятель народной культуры» (1986)
- Заслуженный деятель культуры Польши
- Медаль Национальной комиссии по образованию
- Государственная премия ПНР I степени (1951 и 1986)
- Премия столичного города Варшава (1996)
- Командорский крест ордена Леопольда II (Бельгия) [